# Робер Десметтр
Робер Десметтр (фр. Robert Desmettre, 5 серпня 1901 — 6 березня 1936) — французький плавець і ватерполіст.
Олімпійський чемпіон 1924 року.